# San Mauro Pascoli
San Mauro Pascoli là một đô thị ở tỉnh Forlì-Cesena trong vùng Emilia-Romagna, có cự ly khoảng 100 km về phía đông nam của Bologna và khoảng 35 km về phía đông nam của Forlì. Tại thời điểm ngày 31 tháng 12 năm 2004, đô thị này có dân số 10.272 người và diện tích là 17,4 km².
Đô thị San Mauro Pascoli có các frazione (đơn vị trực thuộc) San Mauro Mare.
San Mauro Pascoli giáp các đô thị: Bellaria-Igea Marina, Rimini, Santarcangelo di Romagna, Savignano sul Rubicone.